# Idionyx imbricatus
Idionyx imbricatus – gatunek ważki z rodziny Synthemistidae. Znany ze starych stwierdzeń z okolic miasta Shillong w stanie Meghalaya w północno-wschodnich Indiach; nowsze stwierdzenie samicy w stanie Mizoram (Prasad 1997) uznane za wątpliwe, gdyż samice różnych gatunków z tego rodzaju są trudne do odróżnienia.